# Clayton Ince
Clayton Ince (Arima, 13 luglio 1972) è un ex calciatore trinidadiano, di ruolo portiere.
È un ambasciatore nella regione caraibica.
È cugino dei calciatori Paul e Rohan.

## Carriera
Ince è stato nominato "Giocatore dell'anno" dalla Trinidad and Tobago Football Federation nel 1997. Ha vinto il "Best Goalkeeper award" in due tornei regionali ed è stato un membro del Caribbean All Stars team per oltre due anni. Il Crewe Alexandra lo prelevò dal Defence Force per 50.000 £ il 1º settembre 1999. Fece il suo esordio in Nazionale nel 1994. Fu nominato "Best Goalkeeper" della Coppa dei Caraibi 2001 e vinse anche il titolo di "Player-of-the-Season" del Crewe Alexandra nel 2002-2003.
Con la Nazionale Under-20 si qualificò per la Coppa del Mondo di categoria nel 1991 in Portogallo. È stato inserito dalla English Professional Footballer's Association nella "Squadra dell'anno" per la stagione 2006-2007. A dicembre 2007 ricevette il premio di "Giocatore del mese" della English League One. Ancora una volta a gennaio 2008 è stato scelto nella "squadra della settimana" mentre militava nel Walsall dopo avere vinto titolo della League 2 nella precedente stagione.
Fu il terzo portiere del Trinidad e Tobago ai Mondiali 2006.